# Наталія Ґеркен-Русова
Наталія Ґеркен-Русова (англ. Natalie Guerquin-Roussow; 14 червня 1897, Київ, Російська імперія — 28 грудня 1989, Равдон, Канада) — українська художниця, сценографка, театрознавчиня, літературознавчиня і громадська діячка.

## Життєпис
Народилася в Києві у 1897 році. Після закінчення середньої школи, у 1918—1920 роках здобувала художню освіту в Українській академії мистецтв під керівництвом Михайла Бойчука, Василя Кричевського, Георгія Нарбута. Мистецьку освіту продовжила в Українському вільному університеті (м. Прага) та в Національній академії мистецтв (м. Париж). Також нетривалий час навчалася у Ніцці та Флоренції.
Працювала декоратором в «Казино де Парі», а також в театрах Праги, Брно, Братислави, Берліна.
На запрошення румунської сторони разом з чоловіком (відомим біологом Юрієм Русовим) переїхала у 1930-х роках до Бухареста і тривалий час там працювала.
Після закінчення Другої світової війни емігрувала з сім'єю до Канади. У 1953 році здобула освіту магістра у Монреальському університеті.
Приєдналася до громадського руху української діаспори. Друкувалася в еміграційній періодиці, публікувала низку праць французькою, італійською та українською мовами. Мала персональні виставки.
Померла в Равдоні (провінція Квебек) у 1989 році.